# Tuns kyrka
Tuns kyrka är en kyrkobyggnad som sedan 2006 tillhör Örslösa församling (tidigare Tuns församling) i Skara stift. Den ligger i kyrkbyn Tun i Lidköpings kommun.
Den nuvarande kyrkan uppfördes 1846 efter ritningar av Johan Adolf Hawerman. Redan på medeltiden fanns dock en kyrka på samma plats och rester från denna upptäcktes vid en restauration 1948–1950. Kyrkan är belägen nära två gravhögar från järnåldern och tros ha byggts på vad som tidigare var en kultplats för religionen som fanns på platsen innan den kristnades.
Altartavlan är målad av Marina Kylberg och föreställer Kristus och Emmauslärjungarna.

## Den gamla kyrkobyggnaden

### Långhus och kor

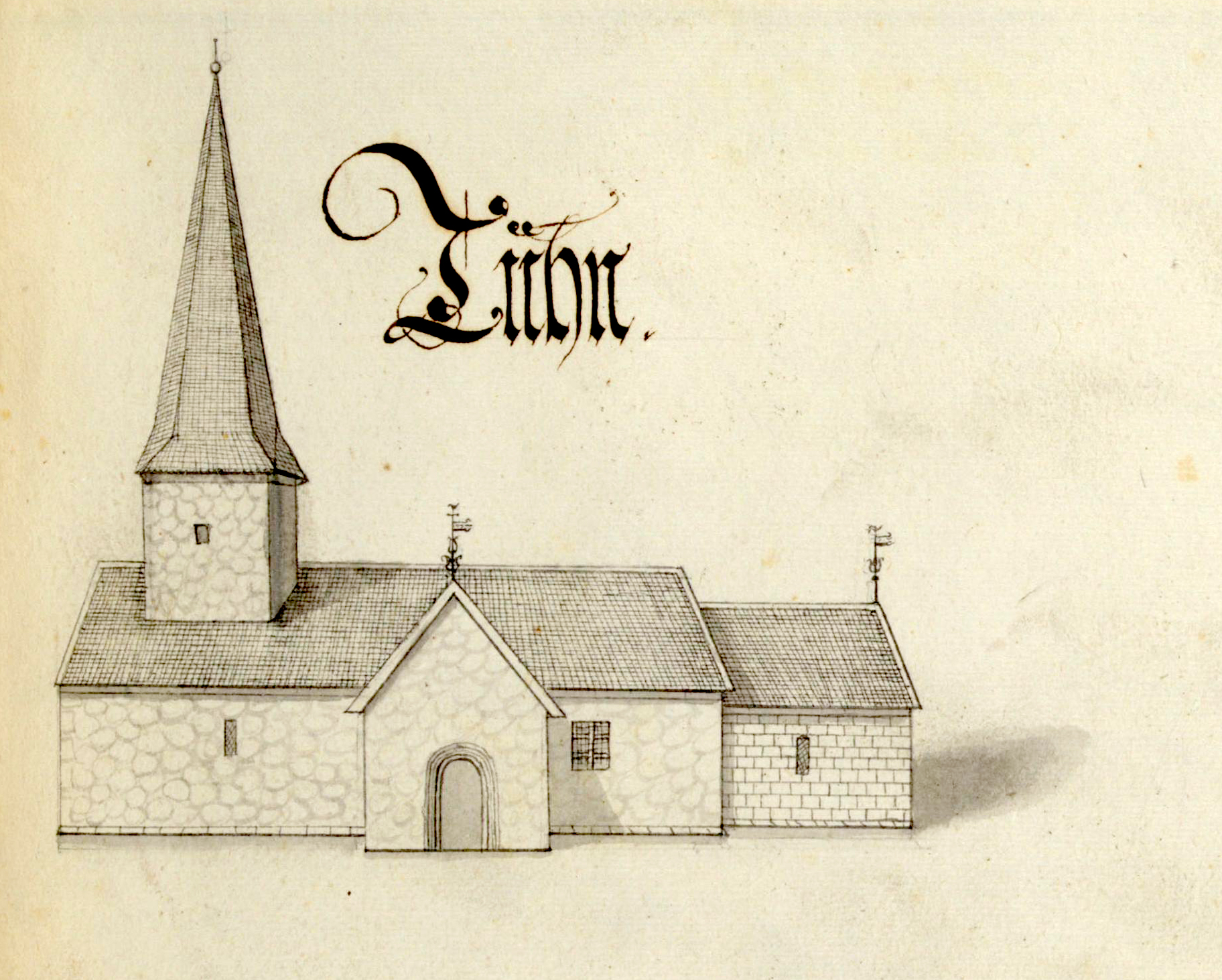
Kyrkan på teckning omkring 1670.

När den nuvarande kyrkan renoverades i slutet av 1940-talet upptäckte man rester av en äldre kyrka som tidigare stått på den plats som den nuvarande står på. Denna kyrka tros vara byggd någon gång i slutet av 1000-talet eller början av 1100-talet.
Ingången till kyrkan låg på kyrkans sydligaste vägg nära västra gaveln. Kyrkans långhus var 12x8 meter, men något avsmalnande åt väster. Långhusets skalmurar är av råhuggen sandsten och ovanpå en skråkantad sockel (snedhuggen). Rester finns kvar efter ett kalkstensgolv. Grunden efter ett sidoaltare finns i det sydöstra hörnet. Triumfbågens öppning mellan långhus och kor är två meter. Koret har varit rakslutet i fint utmejslade jämna, låga skift av sandsten. På denna en lika finhuggen, skråkantad sockel i litet format av sandsten. Av denna är bevarad 61 cm längs södra väggen och 3,5 meter på korets norra vägg. Underst en grund av gråsten i skalmursteknik. Det inre skalet enklare av råhuggen kvadersten i större format samt stora gråstensblock. Invändigt har koret haft putsade väggar och rester av kalkstensgolvet finns kvar på insidan av murarna. Korets östra vägg är påbyggd med nuvarande kyrkas östvägg. Norra korväggen och långhusväggen sammanfaller med den nuvarande kyrkväggen. Koret har varit stort för sin tid och ligger ej i förband med långhuset. Murarna till långhus och kor finns idag bevarade till ca 1 meters höjd . Vid grävningsarbeten norr om kyrkan 1960 påträffade man en rundbågig fönsteromfattning som hör till den ursprungliga kyrkan. Denna daterar kyrkan till Romansk tid. De jämna låga skiften av sandsten och den skråkantade sockeln är jämförbara med de äldsta kyrkorna av denna typ i bygden, nämligen Häggesleds numera raserade kyrka och Skalunda, som Ernst Fischer daterar till slutet av 1000-talet .    
Från kyrkans äldsta tid finns en dopfunt i sandsten bevarad. Själva foten saknas dock. Den återstående cuppan är närmast cylindrisk, upptill konkav insvängning med skrånande nederparti. Centralt uttömningshål. På cuppans liv finns en enda reliefframställning, föreställande spejarna som återvända från Kanaans land, bärande en druvklase mellan sig på en stång (4 Mos. 13:24). Motivet är alldeles unikt för Västsverige. Upptill är cuppan försedd med repstav. Form och motiv ger dopfunten viss särställning bland Skaraborgsfuntarna och dess enkla motiv för tankarna till Danmark . Kyrkan var från början utrustad med ett mycket simpelt kors som någon gång under 1200-talet byttes till ett större och mer utsmyckat.

### Om- och tillbyggnader
Den första ombyggnationen av kyrkan bör ha infallit på 1200-talets mitt eller mot dess slut, då man gjorde ett kryssvalv över koret. En rosettformad slutsten och delar av valvribbor i sandsten finns bevarade från detta. Slutstenen har suttit högst upp i valvet där de fyra valvribborna möttes. Möjligen kan koret ha utvidgats i samband med detta bygge. De ännu bevarade delarna visar viss stilfrändskap med ett befintligt i Forshem. Även inflytande från Varnhem och Skara kan ifrågasättas . Det koniska mönstret på valvribban i Tun återfinns på detaljer i Linköpings domkyrka . Rester efter en närapå exakt kopia av slutsten och valvribba i Tun finns i dess grannsocken Särestad .
När sakristian tillbyggdes vid korets norra sida är okänt. Det enda man vet om den är att det fanns ett fönster åt öster som var försett med järngaller. I det stenlagda golvet fanns åtminstone 2 gravhällar från 15- /1600-talet . Här inne fanns även en källare där man förvarade vinet . I östra ytterväggen fanns en defekt runsten inmurad som avritades vid Johan Hadorphs och Elias Brenners besök i Tun 1671. Vid 1689 var byggnaden så förfallen att den omtalas som det huset som haft namn av grav och eljest synes ögonskenligen varit en sakristia skulle upprättas. Vid visitation av Haquin Spegel år 1692 överenskoms att Christina Posse, vars förfäder i adelsätten Posse vilade under sakristian, skulle bekosta en reparation. Christina lät då upphämta sina förfäders ben och nedsätta dem i en grav som hörde Såtenäs till  (om Knut Posses grav under koret, se separat stycke). Sakristians ålder kan ej närmare bestämmas än att den borde vara byggd före 1600-talet och kanske medeltida med tanke på runstenen. Byggnaden revs när nya kyrkan byggdes och runstenen är förkommen.
Vapenhusets ålder är likaså okänd. På teckningen av kyrkan i Peringskiölds Monumenta från 1670-talet ser man att portalen är rundbågig med tre språng vilket skulle tyda på medeltid. Men möjligen kan man ju återanvänt en befintlig portal från långhuset och murat in i vapenhuset. Detta borde undersökas ytterligare. Av de framgrävda byggnadsresterna av långhuset finns det direkt inga tecken som tyder på ett sådant förfarande. Byggnaden var förfallen vid början av 1700-talet och krävde följande reparationer; en ny vapenhusdörr allt med järn och beslag, låtit inlägga ny hembling i vapenhuset istället för den gamla, som alldeles var förrutten . Två murade upphöjda gravar var här inrättade. En på västra sidan och den andra på östra. Vapenhuset revs 1767 då långhuset utvidgades.
En annan utbyggnad av märkligare karaktär är den på långhusets västra sida. Vanligast förklarar man det vara en förlängning av långhuset gjord på 1500- eller 1600-talet . Dessa delar av kyrkan är mindre utgrävda än övriga. Dock syns att grunden här är slarvigare, men också kraftigare och omkring dubbel tjocklek. Byggnadskroppen mäter 8 x 8 meter och har en ljusglugg på södra sidan enligt planschen i Monumenta. På en annan plansch över Tuns fornminnen i Peringskiölds Monumenta syns kyrkan från sydväst och visar att byggnaden hade en rundbågig portal på västra sidan och över denna något som tycks vara 2 ljusgluggar tätt ihop. Innertaket utgjordes av ett tegelvalv. De små ljusgluggarna, den rundbågiga portalen och sockeln kan tyda på att utbyggnaden är äldre än man tidigare trott och säkerligen medeltida. En möjlighet kan vara att det är en bottenvåning efter en raserad tornbyggnad. Johan Hadorph nämner på 1670-talet i sin reseskildring  att kyrkan varit fast kååk (befäst) som murgrunden än visar. I sockenprotokollen kallas denna del tornet och det vore märkligt om det vore takryttaren som avses, till exempel; Gjort af nyo en del stolar bak i tornet, Låtit göra en ny dörr bak i tornet, dubbelt, samt låtit slå hål bak i tornet och göra tvenne fönster . Vidare omtalas en prästgrav på kyrkogården utmed tornmurens södra sida och i tornmuren är en gravsten . År 1752 besiktigas kyrkan av kronobefallningsmannen Sven Paulin som bl.a. har antecknat; golvet på gången bak i tornet av grantiljor, medan stolarna bak i tornet hade jordgolv.
Takryttaren i sten har vilat på de tjocka väggarnas innermurar tillsammans med tegelvalvet. År 1745 ville församlingen riva klockstapeln och låta förfärdiga tornet så starkt, att klockorna kunna ditflyttas. Året därpå företogs tornbyggnaden och inlades ny fot av eke på själva murbanden under hjärteträdet så väl som upp vid krantsen . Huruvida klockorna flyttades till takryttaren är ovisst då man redan 1751 började rita på en ny kyrka.

### Gravar i gamla kyrkan
Det fanns även två murade gravar vid koret i kyrkan. Den norra graven tillhörde Knut Axelsson Posse och hans fru. Den återfanns vid utgrävningarna 1949. En tillhörande gravhäll lyder (frågetecknen står där texten var oläslig):
| ” | Här ligger begrafven Salig hos Gud Herr Knut Påse til Såtenäs, Riddare, samt hans elskelige kirea Hustru salige Fru Ebba Gjöransdotter, hvilkas sjelar Gud evinnierliga benådande, och afsompnande han then ? anno 15?? och hon afsompnade then 24 Martilj anno 1582 | „ |

Det oläsliga årtalet skall vara 1595. Förutom inskriptionen har stenen Posses och Jertes (?) vapen samt två bilder och bokstäverna K.P.E.I. Stenen flyttades till sakristian vid kyrkans ombyggnad år 1767. När sakristian revs placerades stenen i det nuvarande vapenhusgolvet, men slängdes ut 1949 bakom bårhuset där den ännu skall ligga. I den gamla kyrkan kunde man gå ner i graven genom en smal liten trappa alldeles intill triumfbågen. En som gjorde detta var Mattias Schmidt omkring år 1750; Vid min ankomst till Thun stod en gammal kista i grafwen förmultnad, som berättades af gamla män att en Fröken wid namn Christina Påsse som bodde på Gammalstorp war förwarad i, men samma graf nu af Högwälborne herr baron och cammarherren Lilje uppehålles och högbemälte herre 2ne barn der begrafne. Trappan ner i gravkammaren utgörs av fyra trappsteg och har troligen haft tegelbåge. Gravens väggar är två meter höga och dess norra av tegel. Tegelformatet är här ca 12 cm x 24 cm . Både graven och trappan finns kvar intakta under nuvarande kyrkgolvet men benen är flyttade.
Den södra graven var en murad gravkammare från 1700-talet som tillhörde Friendenreichska släkten och i den låg två generationer av ägare till Gammalstorp begravda.
En gravsten över Nils Posse och Axel Posse, gemensam för far och son, utvisar dels Posse- och Kaggevapnet med initialerna N. P. A. K. och texten; Memoria then edhle oc Velborne Nils Påse til Gammelstorp afsompnade Anno 1603 och hans huusfru then Edhle oc Velborne Fru Anna Matzdotter Kagg afsompnade anno 1575. Samt Posse- och Hårde vapnet med A. P. A. H. och texten; Memoria then edle oc Velborne Axel Påse til Säby afsompnade anno 1633 och hans hustru then edhle oc velborne fru Anna Larsdotter Håård afsompnade anno 1601. Denna sten var inmurad på utsidan av norra sakristigaveln vid 1750-talet  och det är väl troligt att själva graven var under sakristians golv där en Posse-grav finns omtalad. När nya kyrkan byggdes lades stenen i golvet i vapenhuset, men när kyrkan senare renoverades placerades stenen utanför på kyrkans södra långhusvägg där den ännu finns. Ett tillhörigt sorgebaner av Axel Posse med texten; Axel Påsse til Säby, som afsomnade Anno 1633 förvarades till höger om altaret vid 1750-talet. Ännu på 1830-talet fanns baneret kvar.
Johan Hadorph omtalar på 1670-talet att här fanns en mindre gravsten över Giöran Posse till Gammalstorp Anno 1601. fru Ingeborg Johans dotter, med Posse- och Natt och Dag-vapnen. Stenen verkar ej vidare omnämnd i källor. Ytterligare en mindre sten tillhörig Christina Posse var på södra sidan ut till kyrkogården med Posse-vapnet och bokstäverna C. P. N. D. och under vapnet Anno 1673. Hon begravdes i Possegraven under koret och stenen är ännu kvar.
I vapenhuset var en grav uphögder med stenfot murad, och ofwan på samma graf en uthuggen grafsten med skrift runtomkring Uppå, som utwisar hwem hon tillförne tillhört, nemdl. en kyrkoherde wid namn Brodd, men efter thess död tillängande sig samma graf en gammal Ryttmästare wid namn Jonas Kempe som tient wid Kongelig Maijstz Tremanningz Cavallerie Regemente som nu ligger ther med sin Fru begrafwen, och af dess Barn uppehålles. Johannes Brodd var född 1640 i Broddetorp och kyrkoherde i Tun 1680-1687. Stenen över Kempe var förmodligen uppsatt på väggen. Ytterligare en murad grav fanns i vapenhuset, upphöjd med sidostenar samt en vacker gravsten till lock ovanpå. Här under vilade Jonas Herenberg, kyrkoherde i Tun åren 1689-1697. Själva gravstenen beskrivs som utmärkt välhuggen grafsten, ett mästerstycke i sin sort. Stenen placerades som golvsten i sakristian när kyrkan byggdes om 1767 och är numera uppsatt ute på långhusväggen.
Under danskarnas frammarsch genom Sverige 1612 var Tuns kyrka en av de kyrkor som härjades.

## Kyrkobyggnaden 1767-1846
1767 skedde återigen en ombyggnation av kyrkan efter ritning av major C. G. Lillie och med Sven Westman som byggherre. Denna gången var det den södra väggen som flyttades cirka 4 meter längre ut. Byggnaden mätte nu 42,5 alnar i längd och 15,5 alnar i bredd. Endast norra långhusmuren förblev till stor del orörd. Ändringen medförde en genomgång av hela kyrkans interiör. Strax efter anlades även en sakristia i nordöstra hörnet bredvid koret. Det gamla förfallna vapenhuset såldes i befintligt skick och ersattes ej. Ombyggnaden hade bekostats av herrefolket på Såtenäs och Gammalstorp, kyrkoherden Jonas Silvius egna medel, samt av en kollekt som upptogs i alla rikets kyrkor. Efter denna upprustning ansågs kyrkan såsom nybyggd och med allt skäl räknas ibland de vackraste och rymligaste landskyrkor. Detta medförde att det kom på tal att slå ihop pastoratets kyrkor, något som mötte stor motstånd men ändå stadfästes 1839.

## Den nuvarande kyrkan
Rivningen av den gamla kyrkan och uppbyggnaden av den nya gick på under ett år, våren 1846 till hösten 1846. Kyrkan invigdes 1 november 1846.
Den är byggd i en typisk empirisk stil. Kyrkans torn har en lanternin. Kyrkans kor är inte synligt markerat från utsidan.
Fram till 25 maj 1883 var kyrkan gemensam för Tuns socken, Friels socken och Karaby socken. Detta upphörde då annexförsamlingarna fick svar och bifall på pastoratets ansökan om att varje socken skulle åter igen få ta sin respektive kyrka i bruk.

### Klockor
Storklockan är av en kraftig senmedeltida typ och har flera inskrifter. Kring halsen finns ett enda ord: iohanes som möjligen kan vara klockan namn. Mitt på klockan finns en inskrift, med skiljetecken i form av tre vertikala punkter och fyra vapensköldar: ihe (vapen) sus : Axel (vapen) poss : ma (vapen) ria : elsa (vapen) nielsedother : Förutom de anropade Jesus och Maria, står här sannolikt namnen på de som låtit gjuta klockan: Axel Posse (1477–1553) och dennes hustru i första giftet Elsa Nilsdotter. Därefter följer gjutaren initialer: P(etrus) A(ndre)

## Bilder

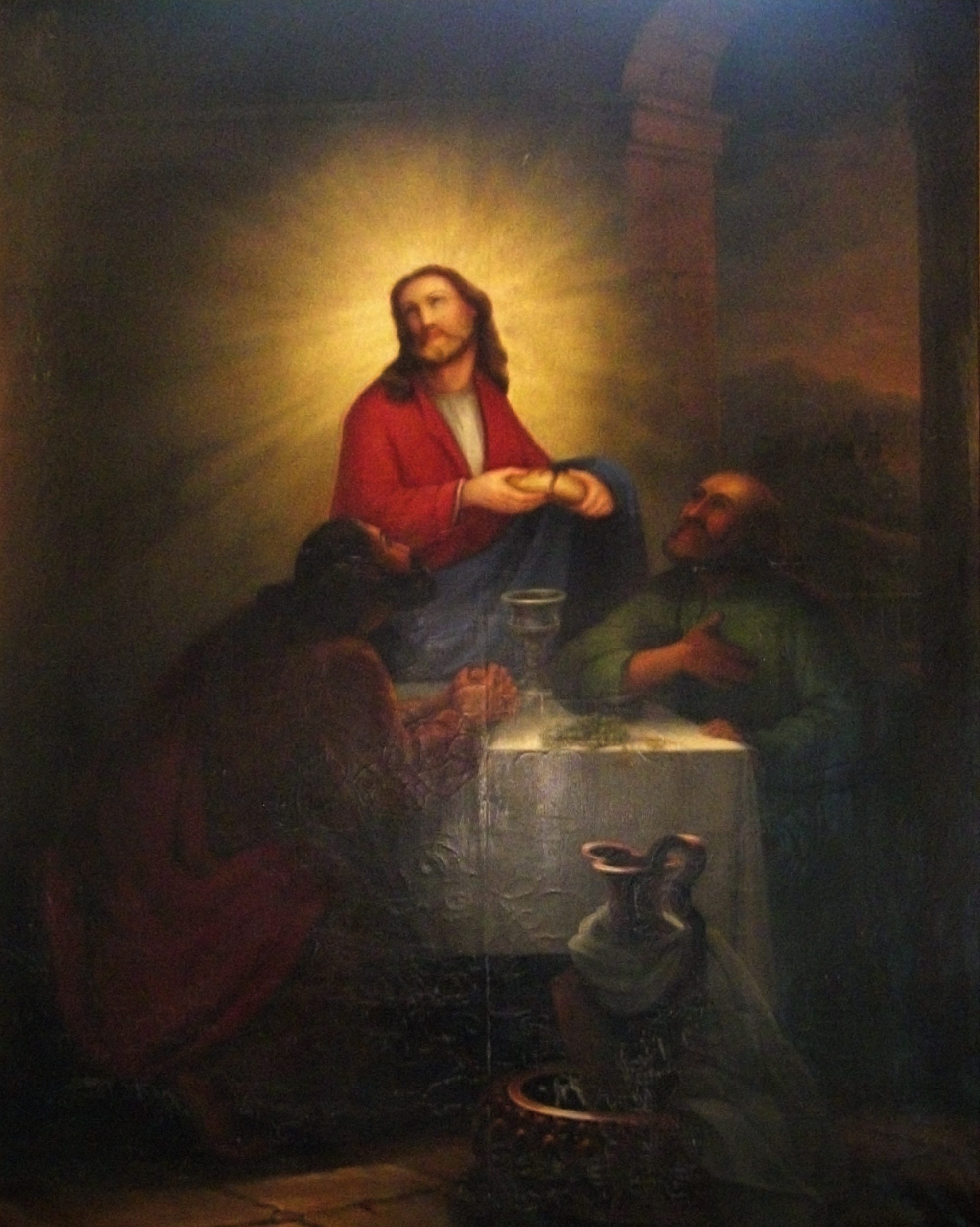
Altartavla
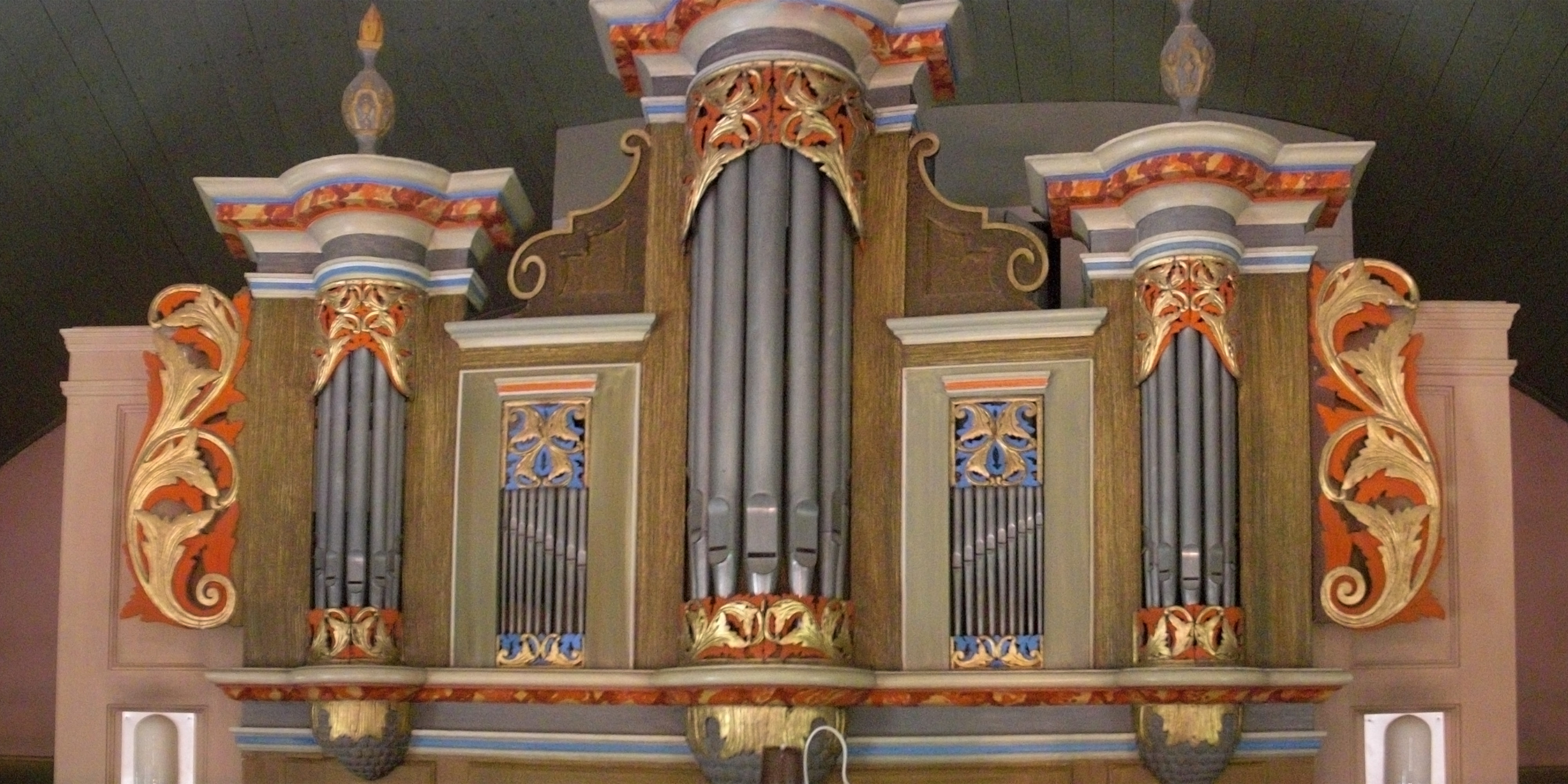
Orgel
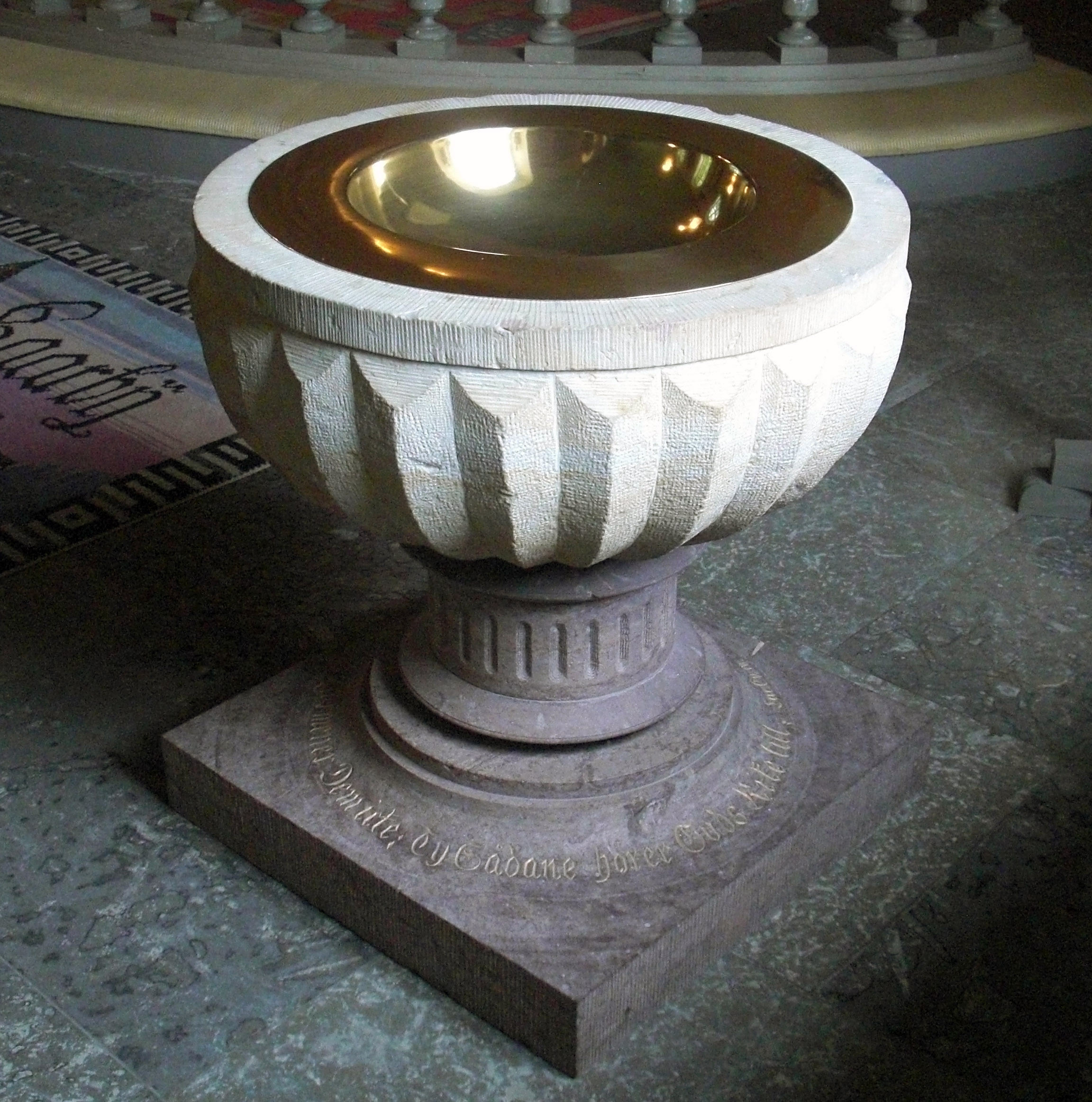
Dopfunt
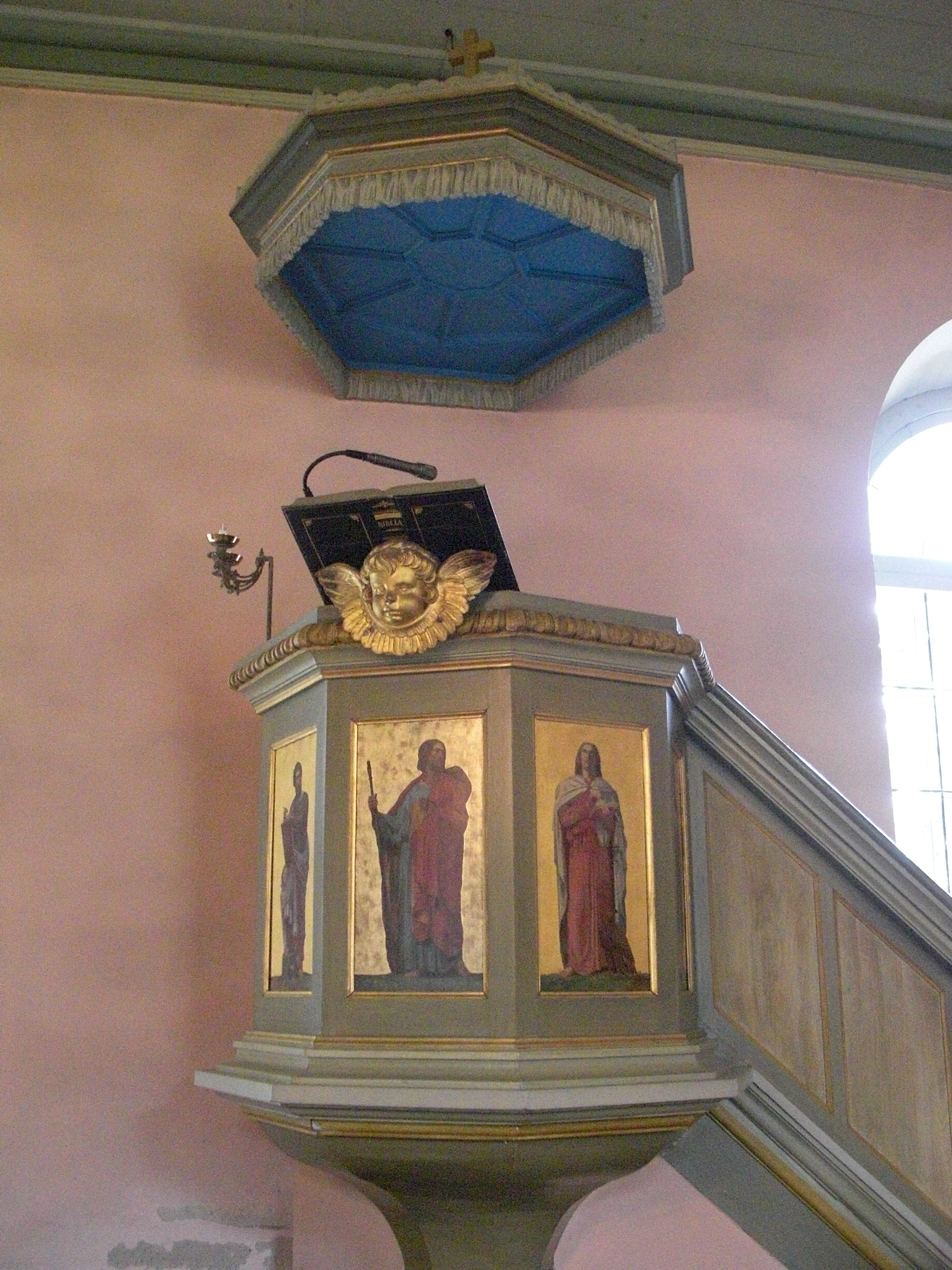
Predikstol